# Seznam týmů a jezdců na Tour de France 2000
Na startovní listině Tour de France 2000  bylo celkem 180 cyklistů z 20 cyklistických stájí. 87. ročníku Tour de France se účastnil jeden český cyklista – Pavel Padrnos (85. místo), startující za italskou stáj  Saeco Macchine per Caffè–Valli & Valli. 
| Číslo | Jezdec                  |
| ----- | ----------------------- |
| 1     | Lance Armstrong (USA)   |
| 2     | Frankie Andreu (USA)    |
| 3     | Vjačeslav Jekimov (RUS) |
| 4     | Tyler Hamilton (USA)    |
| 5     | George Hincapie (USA)   |
| 6     | Benoît Joachim (LUX)    |
| 7     | Steffen Kjærgaard (NOR) |
| 8     | Kevin Livingston (USA)  |
| 9     | Cédric Vasseur (FRA)    |

| Číslo | Jezdec                    |
| ----- | ------------------------- |
| 11    | Alex Zülle (SUI)          |
| 12    | José Luis Arrieta (ESP)   |
| 13    | Dariusz Baranowski (POL)  |
| 14    | José Vicente García (ESP) |
| 15    | José María Jiménez (ESP)  |
| 16    | Francisco Mancebo (ESP)   |
| 17    | Jon Odriozola (ESP)       |
| 18    | Leonardo Piepoli (ITA)    |
| 19    | Orlando Rodrigues (POR)   |

| Číslo | Jezdec                         |
| ----- | ------------------------------ |
| 21    | Fernando Escartín (ESP)        |
| 22    | Santiago Botero (COL)          |
| 23    | Carlos Alberto Contreras (COL) |
| 24    | Roberto Heras (ESP)            |
| 25    | Francisco Leon Mane (ESP)      |
| 26    | Javier Otxoa (ESP)             |
| 27    | Javier Pascual Llorente (ESP)  |
| 28    | Antonio Tauler (ESP)           |
| 29    | José Ángel Vidal (ESP)         |

| Číslo | Jezdec                 |
| ----- | ---------------------- |
| 31    | Michele Bartoli (ITA)  |
| 32    | Manuel Beltrán (ESP)   |
| 33    | Paolo Bettini (ITA)    |
| 34    | Chann McRae (USA)      |
| 35    | Daniele Nardello (ITA) |
| 36    | Fred Rodriguez (USA)   |
| 37    | Tom Steels (BEL)       |
| 38    | Max van Heeswijk (NED) |
| 39    | Stefano Zanini (ITA)   |

| Číslo | Jezdec                   |
| ----- | ------------------------ |
| 41    | Michael Boogerd (NED)    |
| 42    | Jan Boven (NED)          |
| 43    | Erik Dekker (NED)        |
| 44    | Maarten den Bakker (NED) |
| 45    | Marc Lotz (NED)          |
| 46    | Grischa Niermann (GER)   |
| 47    | Léon van Bon (NED)       |
| 48    | Marc Wauters (BEL)       |
| 49    | Markus Zberg (SUI)       |

| Číslo | Jezdec                       |
| ----- | ---------------------------- |
| 51    | Laurent Jalabert (FRA)       |
| 52    | David Cañada (ESP)           |
| 53    | David Etxebarria (ESP)       |
| 54    | Iván Gutiérrez (ESP)         |
| 55    | Nicolas Jalabert (FRA)       |
| 56    | Peter Luttenberger (AUT)     |
| 57    | Abraham Olano (ESP)          |
| 58    | Miguel Ángel Peña (ESP)      |
| 59    | Marcos-Antonio Serrano (ESP) |

| Číslo | Jezdec                    |
| ----- | ------------------------- |
| 61    | Jan Ullrich (GER)         |
| 62    | Udo Bölts (GER)           |
| 63    | Alberto Elli (ITA)        |
| 64    | Gian Matteo Fagnini (ITA) |
| 65    | Giuseppe Guerini (ITA)    |
| 66    | Jens Heppner (GER)        |
| 67    | Alexandr Vinokurov (KAZ)  |
| 68    | Steffen Wesemann (GER)    |
| 69    | Erik Zabel (GER)          |

| Číslo | Jezdec                   |
| ----- | ------------------------ |
| 71    | Marco Pantani (ITA)      |
| 72    | Simone Borgheresi (ITA)  |
| 73    | Ermanno Brignoli (ITA)   |
| 74    | Fabiano Fontanelli (ITA) |
| 75    | Riccardo Forconi (ITA)   |
| 76    | Massimo Podenzana (ITA)  |
| 77    | Marcello Siboni (ITA)    |
| 78    | Marco Velo (ITA)         |
| 79    | Enrico Zaina (ITA)       |

| Číslo | Jezdec                     |
| ----- | -------------------------- |
| 81    | Jaan Kirsipuu (EST)        |
| 82    | Christophe Agnolutto (FRA) |
| 83    | Lauri Aus (EST)            |
| 84    | Pascal Chanteur (FRA)      |
| 85    | David Delrieu (FRA)        |
| 86    | Artūras Kasputis (LIT)     |
| 87    | Andrej Kiviljov (KAZ)      |
| 88    | Gilles Maignan (FRA)       |
| 89    | Benoît Salmon (FRA)        |

| Číslo | Jezdec                   |
| ----- | ------------------------ |
| 91    | Laurent Dufaux (SUI)     |
| 92    | Daniel Atienza (ESP)     |
| 93    | Salvatore Commesso (ITA) |
| 94    | Armin Meier (SUI)        |
| 95    | Massimiliano Mori (ITA)  |
| 96    | Pavel Padrnos (CZE)      |
| 97    | Dario Pieri (ITA)        |
| 98    | Paolo Savoldelli (ITA)   |
| 99    | Mario Scirea (ITA)       |

| Číslo | Jezdec                        |
| ----- | ----------------------------- |
| 101   | Christophe Moreau (FRA)       |
| 102   | Joseba Beloki (ESP)           |
| 103   | Ángel Casero (ESP)            |
| 104   | Félix García Casas (ESP)      |
| 105   | Jaime Hernández Bertrán (ESP) |
| 106   | Pascal Lino (FRA)             |
| 107   | Laurent Madouas (FRA)         |
| 108   | David Plaza (ESP)             |
| 109   | Marcel Wüst (GER)             |

| Číslo | Jezdec                |
| ----- | --------------------- |
| 111   | Sergej Ivanov (RUS)   |
| 112   | Andreas Klier (GER)   |
| 113   | Servais Knaven (NED)  |
| 114   | Jans Koerts (NED)     |
| 115   | Michel Lafis (SWE)    |
| 116   | Glenn Magnusson (SWE) |
| 117   | Robbie McEwen (AUS)   |
| 118   | Koos Moerenhout (NED) |
| 119   | Geert Van Bondt (BEL) |

| Číslo | Jezdec                    |
| ----- | ------------------------- |
| 121   | Frank Vandenbroucke (BEL) |
| 122   | Laurent Desbiens (FRA)    |
| 123   | Laurent Lefèvre (FRA)     |
| 124   | Massimiliano Lelli (ITA)  |
| 125   | Nico Mattan (BEL)         |
| 126   | Roland Meier (SUI)        |
| 127   | David Millar (GBR)        |
| 128   | David Moncoutié (FRA)     |
| 129   | Chris Peers (BEL)         |

| Číslo | Jezdec                    |
| ----- | ------------------------- |
| 131   | Rik Verbrugghe (BEL)      |
| 132   | Mario Aerts (BEL)         |
| 133   | Serge Baguet (BEL)        |
| 134   | Sébastien Demarbaix (BEL) |
| 135   | Jacky Durand (FRA)        |
| 136   | Thierry Marichal (BEL)    |
| 137   | Kurt Van De Wouwer (BEL)  |
| 138   | Paul Van Hyfte (BEL)      |
| 139   | Geert Verheyen (BEL)      |

| Číslo | Jezdec                     |
| ----- | -------------------------- |
| 141   | Stéphane Heulot (FRA)      |
| 142   | Frédéric Guesdon (FRA)     |
| 143   | Grzegorz Gwiazdowski (POL) |
| 144   | Frank Høj (DEN)            |
| 145   | Xavier Jan (FRA)           |
| 146   | Emmanuel Magnien (FRA)     |
| 147   | Christophe Mengin (FRA)    |
| 148   | Sven Montgomery (SUI)      |
| 149   | Jean-Patrick Nazon (FRA)   |

| Číslo | Jezdec                  |
| ----- | ----------------------- |
| 151   | Richard Virenque (FRA)  |
| 152   | Jeroen Blijlevens (NED) |
| 153   | Rossano Brasi (ITA)     |
| 154   | Enrico Cassani (ITA)    |
| 155   | Mirko Crepaldi (ITA)    |
| 156   | Pascal Hervé (FRA)      |
| 157   | Rafael Mateos (ESP)     |
| 158   | Fabio Sacchi (ITA)      |
| 159   | Bart Voskamp (NED)      |

| Číslo | Jezdec                  |
| ----- | ----------------------- |
| 161   | Bo Hamburger (DEN)      |
| 162   | Michael Blaudzun (DEN)  |
| 163   | Tristan Hoffman (NED)   |
| 164   | Allan Johansen (DEN)    |
| 165   | Nicolaj Bo Larsen (DEN) |
| 166   | Arvis Piziks (LAT)      |
| 167   | Martin Rittsel (SWE)    |
| 168   | Michael Sandstød (DEN)  |
| 169   | Jesper Skibby (DEN)     |

| Číslo | Jezdec                   |
| ----- | ------------------------ |
| 171   | Bobby Julich (USA)       |
| 172   | Magnus Bäckstedt (SWE)   |
| 173   | Fabrice Gougot (FRA)     |
| 174   | Sébastien Hinault (FRA)  |
| 175   | Anthony Langella (FRA)   |
| 176   | Anthony Morin (FRA)      |
| 177   | Stuart O'Grady (AUS)     |
| 178   | Jonathan Vaughters (USA) |
| 179   | Jens Voigt (GER)         |

| Číslo | Jezdec                   |
| ----- | ------------------------ |
| 181   | Romāns Vainšteins (LAT)  |
| 182   | Massimo Apollonio (ITA)  |
| 183   | Gianluca Bortolami (ITA) |
| 184   | Filippo Casagrande (ITA) |
| 185   | Roberto Conti (ITA)      |
| 186   | Andrej Hauptman (SLO)    |
| 187   | Zoran Klemenčič (SLO)    |
| 188   | Mauro Radaelli (ITA)     |
| 189   | Guido Trentin (ITA)      |

| Číslo | Jezdec                   |
| ----- | ------------------------ |
| 191   | Jean-Cyril Robin (FRA)   |
| 192   | Walter Bénéteau (FRA)    |
| 193   | Franck Bouyer (FRA)      |
| 194   | Pascal Deramé (FRA)      |
| 195   | Christophe Faudot (FRA)  |
| 196   | Damien Nazon (FRA)       |
| 197   | Olivier Perraudeau (FRA) |
| 198   | Didier Rous (FRA)        |
| 199   | François Simon (FRA)     |